# Aufklärungsturm M

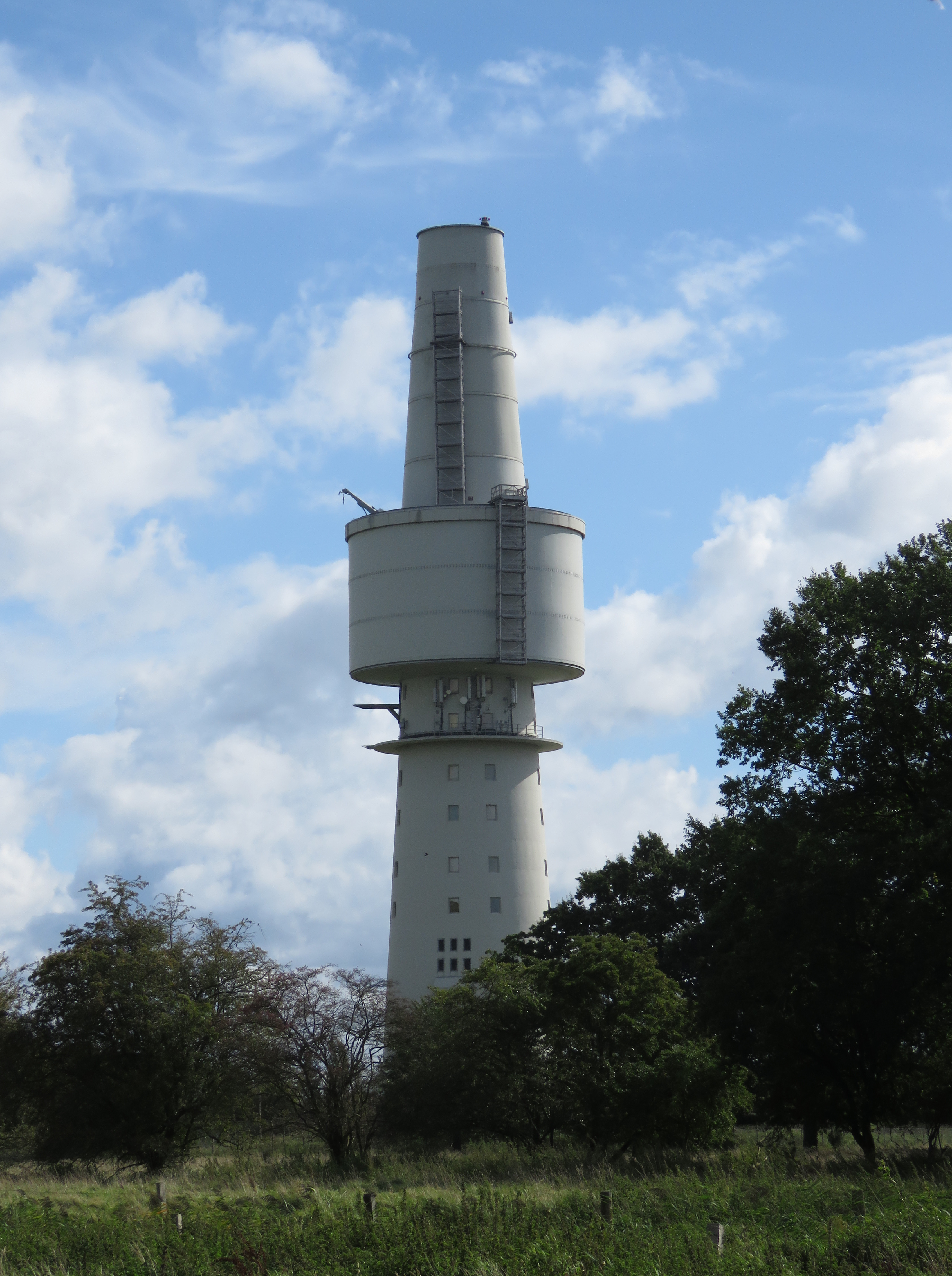
Turm M in Pelzerhaken

Der Fernmeldesektorturm M oder kurz Turm M war ein Aufklärungsturm der Deutschen Marine in Pelzerhaken nahe Neustadt in Holstein an der Ostsee-Küste von Schleswig-Holstein südwestlich von Fehmarn im Kreis Ostholstein. 
Stationiert war dort bis 1992 die Marinefernmeldestelle 711 des Marinefernmeldesektors 73 des Marinefernmeldestabes 70. Der 83 Meter hohe Turm wird nicht mehr militärisch genutzt. Die Gemeinde nutzt das Gelände als Lager; auf dem Turm sind Richtfunkanlagen montiert.

## Geschichte
Der von der Bundesmarine seit Anfang der 1970er Jahre unmittelbar an der früheren Grenze zur DDR betriebene Fernmeldesektorturm M diente der elektronischen Funkaufklärung. 
Der Stahlbetonturm wurde Mitte der 1960er Jahre auf den Rettiner Wiesen in Pelzerhaken gebaut. Der Fernmeldeturm war Bestandteil eines militärischen Spionagesystems (sogenannte „Funkaufklärung“), mittels dessen an der Ostgrenze der der Bundesrepublik Funkgespräche in der DDR und Tschechoslowakei abgehört werden sollten. Auch andere elektronische Signale sollten erfasst werden. Die Funktion des Turms wurde geheim gehalten. Insgesamt existierten sechs baugleiche Türme; alle weiteren fünf wurden jedoch von der Luftwaffe betrieben.
In dem 16-stöckigen Turm waren neben den Diensträumen auch Lagerräume und Werkstätten untergebracht. Die Peil- und Aufklärungsantennen sowie die Empfänger befanden sich sichtgeschützt in den Stockwerken 12 bis 16. Zeitweise waren an dem Standort bis zu 300 Soldaten und zivile Mitarbeiter des Verteidigungsministeriums beschäftigt, die rund um die Uhr im Drei-Schichtbetrieb Dienst taten.
 

Nach der politischen Wende 1989/90 wurde die Aufklärungsarbeit eingestellt. Der Marinefernmeldesektor 73 wurde 1992 aufgelöst und der Turm geräumt. 1997 ging er in den Besitz der Stadt Neustadt in Holstein über und steht seitdem leer. Zwischenzeitlich gründete sich ein Verein „Horchturm Pelzerhaken e.V.“ und löste sich wieder auf. Auch eine kommerzielle Nutzung durch einen lokalen Hotelier stand in der Diskussion. Die Gemeinde unter Bürgermeister Mirko Spieckermann verweist bei der Diskussion um eine weitere Nutzung auf das den Turm umgebende FFH-Gebiet. Der Turm steht leer (Stand 2025).

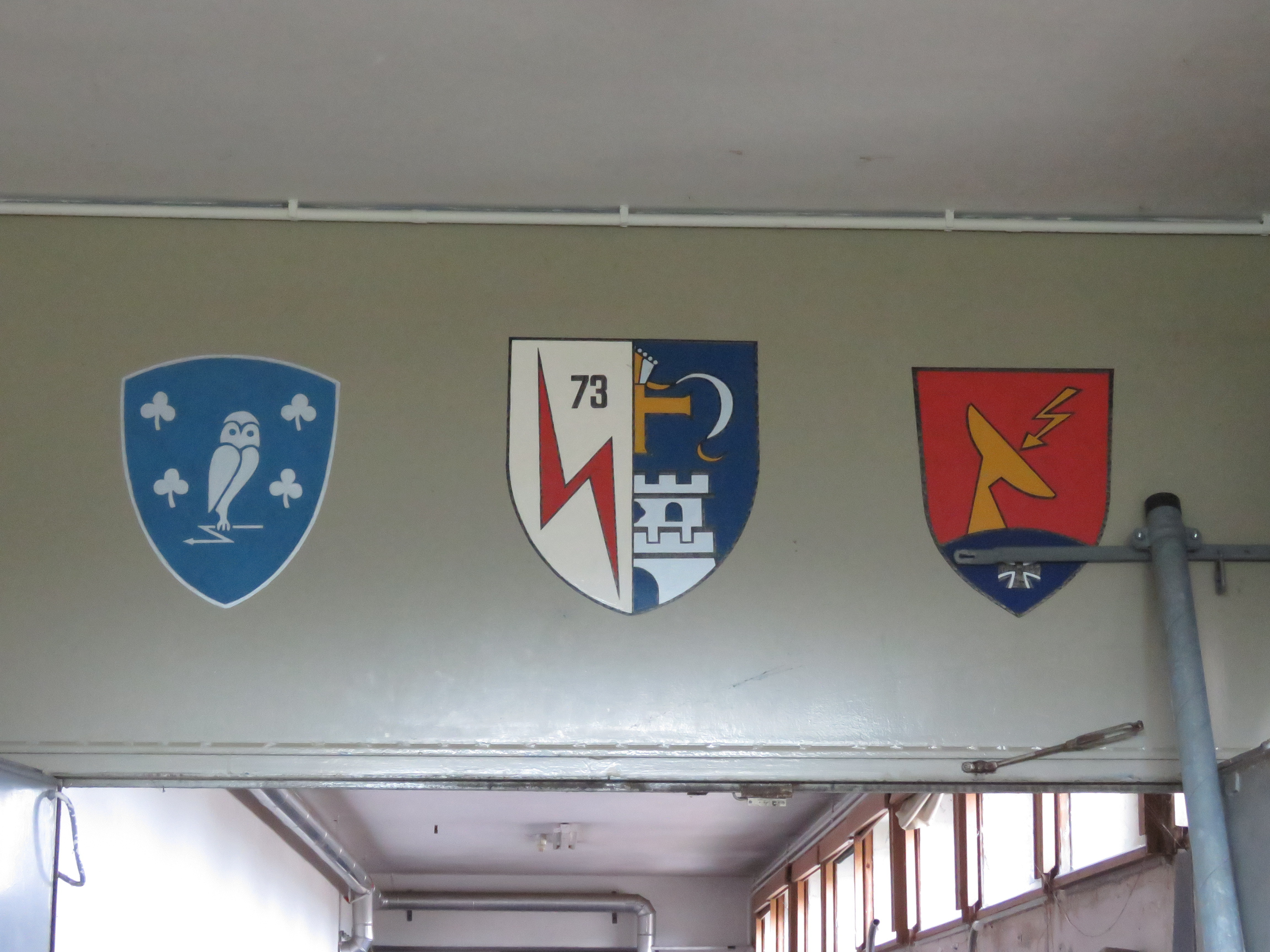
Wappen des Marinefernmeldesektors 73 im Eingang des Nebengebäudes des Turms
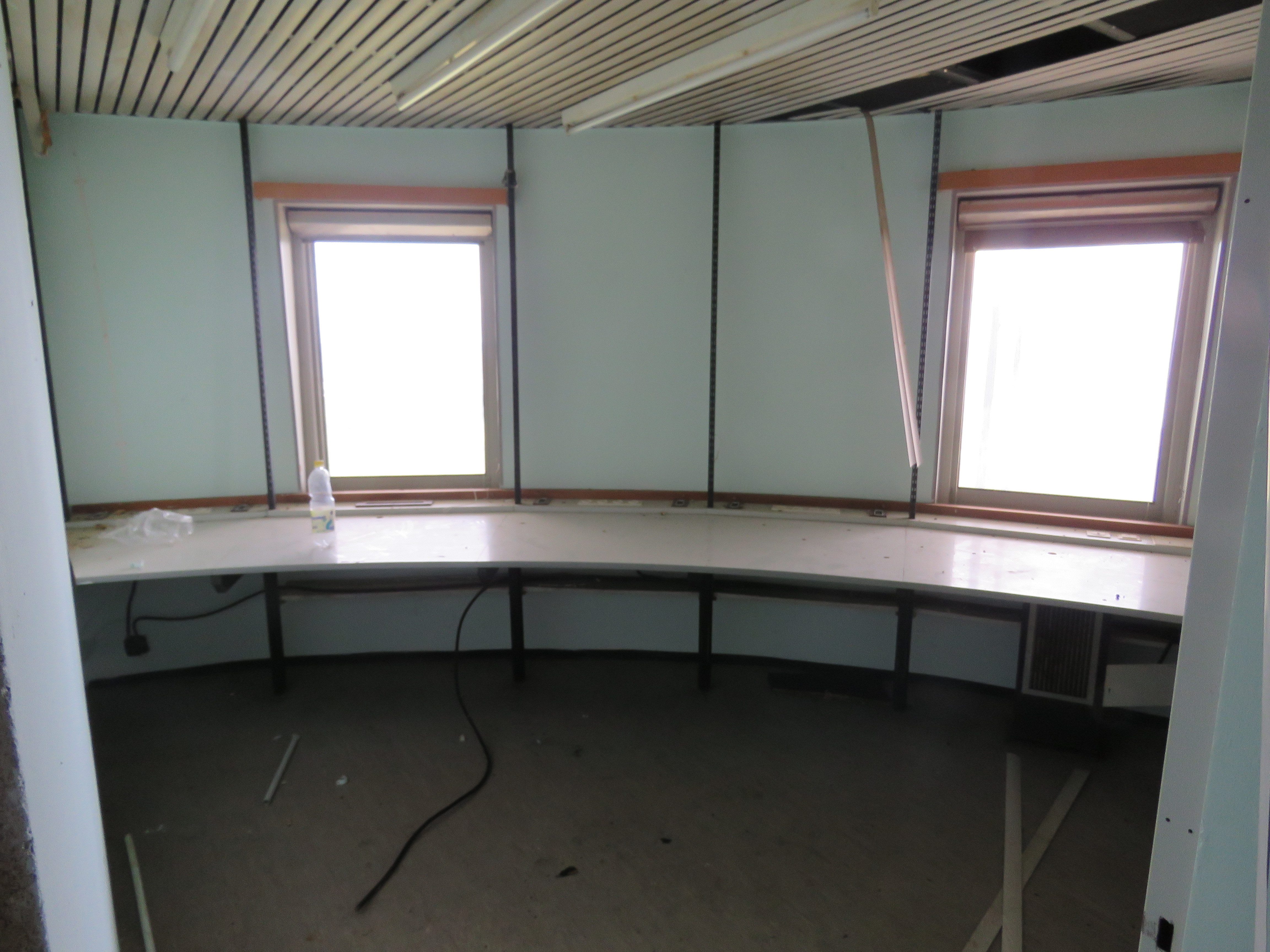
Ehemaliger großer Arbeitsplatz im unteren Teil des Turms
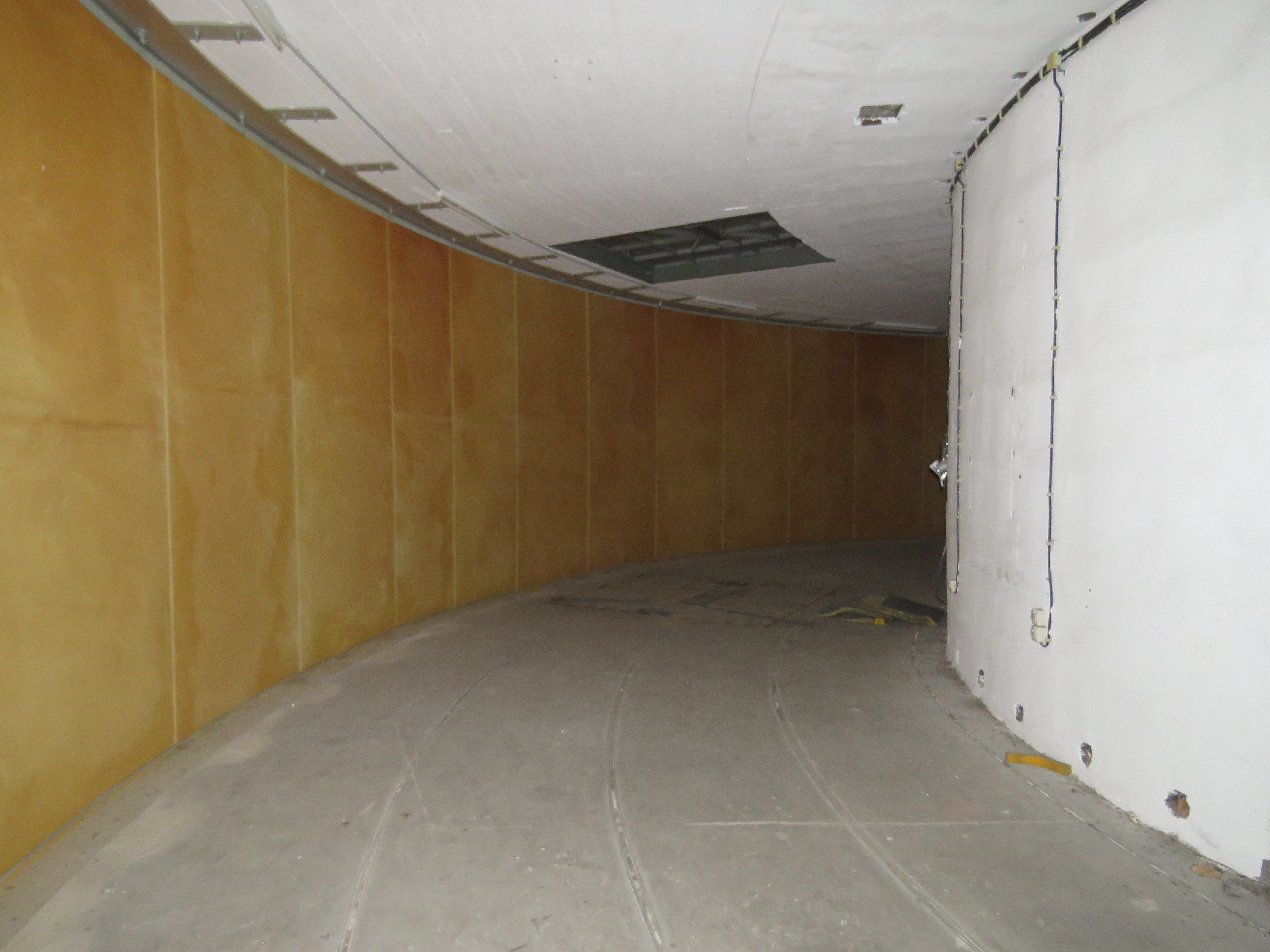
Großer Raum mit funkdurchlässiger Außenwand im Mittelteil des Turms
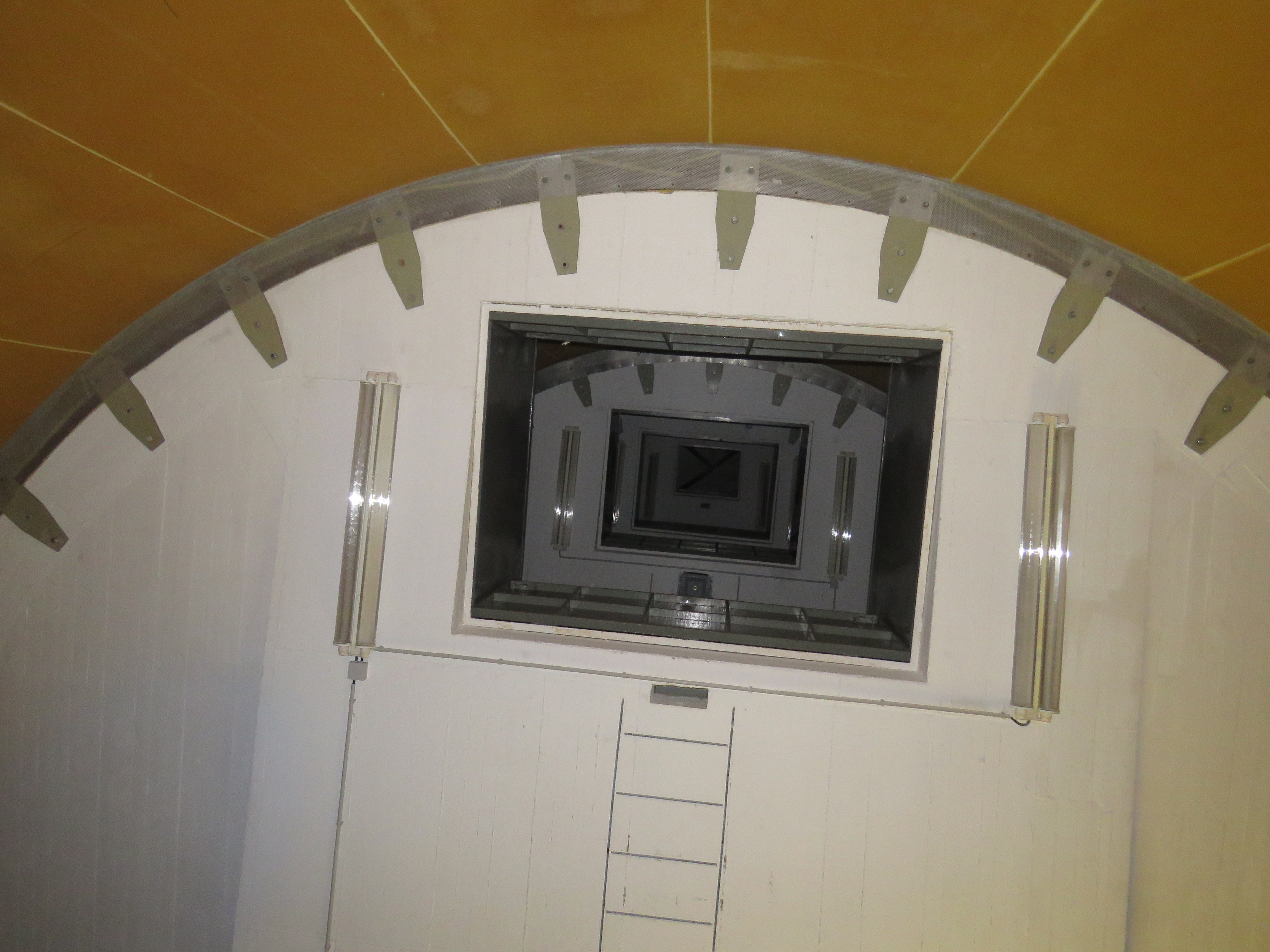
Blick vom Boden des Mittelteils bis in die Spitze durch Bodenluken
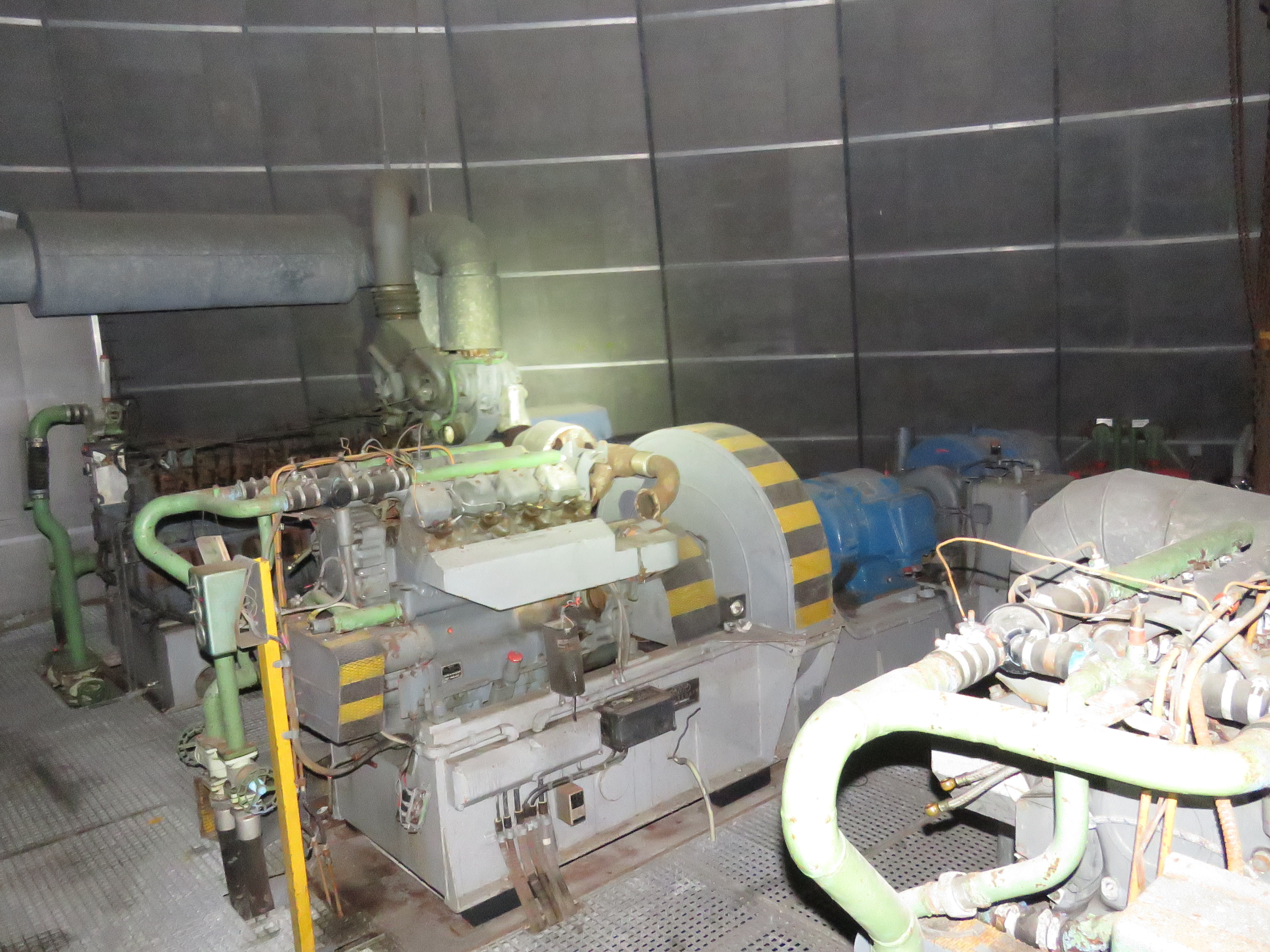
Notstromgeneratoren im Turmfuß
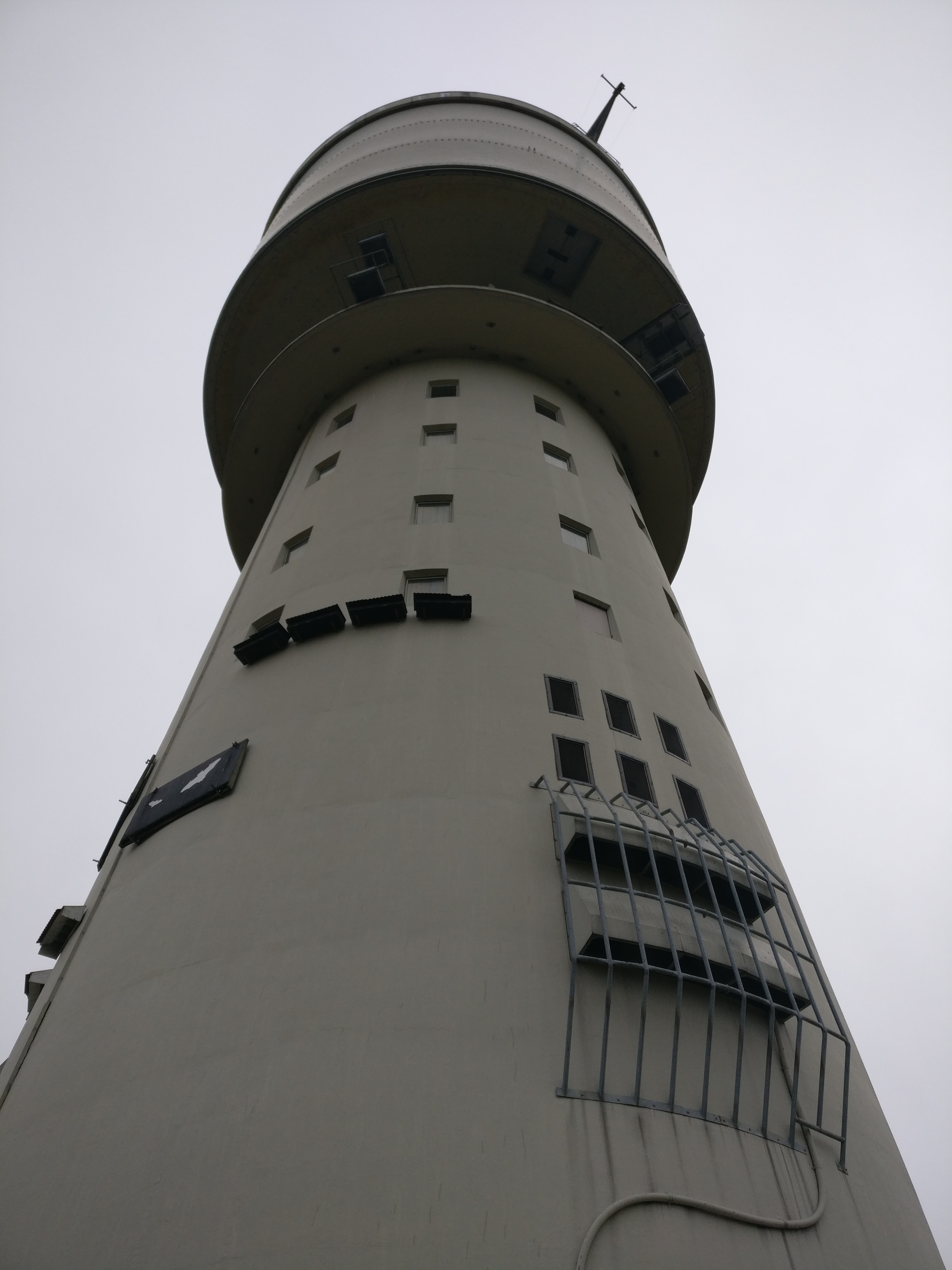
Belüftungsöffnungen und Fledermauskästen am Turm